# Ficus guizhouensis
Ficus guizhouensis är en mullbärsväxtart som beskrevs av X.S. Zhang. Ficus guizhouensis ingår i släktet fikonsläktet, och familjen mullbärsväxter. Inga underarter finns listade i Catalogue of Life.